# Abell 1835 IR1916
Abell 1835 IR1916 (även känd som Abell 1835, Galaxy Abell 1835, Galaxy Abell 1835 IR1916, eller helt enkelt Abell) är beteckningen på en galax, som med en rödförskjutning  uppskattad till Z=10 skulle den vara den mest avlägsna som för närvarande observerats. Senare observationer har emellertid inte lyckats återfinna objektet. Den påstods ligga bakom galaxhopen Abell 1835, i Jungfruns stjärnbild. 

## Inledande observationer
Abell 1835 upptäcktes av franska och schweiziska astronomer vid Europeiska sydobservatoriet, nämligen Roser Pelló, Johan Richard, Jean-François Le Borgne, Daniel Schaerer och Jean-Paul Kneib. Astronomerna använde ett nära infrarött instrument på Very Large Telescope för att upptäcka galaxen.
Andra observatorier användes sedan för att möjliggöra en avbildning av den. Observatoriet, i samarbete med Swiss National Science Foundation, det franska Centre National de la Recherche Scientifique och tidskriften Astronomy and Astrophysics, gav ut ett pressmeddelande den 1 mars 2004 där de tillkännagav upptäckten. Man trodde att den var mer avlägsen än galaxen som linsades av Abell 2218. 

## Ålder och avstånd
Den första observatörens analys av observationer i J-bandet tydde på att Abell 1835 IR1916 har en rödförskjutningsfaktor på z~10,0, vilket innebär att den framstår för oss som den såg ut för cirka 13,2 miljarder år sedan, bara 470 miljoner år efter Big bang och mycket nära den första stjärnbildningen i universum. Dess synlighet på ett så stort avstånd tillskrivs gravitationslinsning från galaxhopen Abell 1835 mellan den och oss.
Ytterligare analys av de data som ledde till det första tillkännagivandet har kastat tvivel om påståendet att det är ett avlägset objekt, och uppföljande observationer i H-bandet med Gemini North Telescope och observationer från det kretsande Spitzer-rymdteleskopet  kunde inte upptäcka det alls, det senare betraktade det som en artefakt.